# Pterophorus dallastai
Pterophorus dallastai là một loài bướm đêm thuộc họ Pterophoridae. Nó được tìm thấy ở Cộng hòa Dân chủ Congo và Nam Phi.
Sải cánh dài 24–28 mm. 